# Rebild Provsti
| Rebild Provsti                                        | Rebild Provsti  |
| ----------------------------------------------------- | --------------- |
| Staat                                                 | Dänemark        |
| Region                                                | Nordjylland     |
| Kommune                                               | Rebild          |
| Bistum (Stift)                                        | Aalborg         |
| Gemeinden (Pastorater)                                | 12              |
| Kirchspielgemeinden (Sogne)                           | 29              |
| Propst (Provst)                                       | Holger Lyngberg |
| Bevölkerung                                           | 30.511 (2021)   |
| Mitglieder der Folkekirken                            | 25.962 (2021)   |
| Anteil an der Gesamtbevölkerung:                      | ca. 85,1 %      |
|                                                       |                 |
| Lage der Rebild Provsti (rot) im Aalborg Stift (weiß) |                 |

Die Rebild Provsti ist eine Propstei der ev. luth. Volkskirche Dänemarks (Folkekirken) im Süden des Bistums Aalborg (Aalborg Stift) in Norddänemark. Sie umfasst das Gebiet der Rebild Kommune und ist aufgeteilt in 29 Kirchspiele und 12 Gemeinden mit insgesamt 30 Kirchen, Propst ist Holger Lyngberg.

## Kirchspielgemeinden (Sogne)
Folgende 29 Kirchspielgemeinden bilden zusammen die Rebild Provsti:
- Aarestrup Sogn
- Binderup Sogn
- Blenstrup Sogn
- Brorstrup Sogn
- Bælum Sogn
- Durup Sogn
- Fræer Sogn
- Gerding Sogn
- Gravlev Sogn
- Grynderup Sogn
- Haverslev Sogn
- Kongens Tisted Sogn
- Lyngby Sogn
- Ravnkilde Sogn
- Rørbæk Sogn
- Siem Sogn
- Skibsted Sogn
- Skørping Sogn
- Solbjerg Sogn
- Stenild Sogn
- Store Brøndum Sogn
- Støvring Sogn
- Suldrup Sogn
- Sønderup Sogn
- Sørup Sogn
- Terndrup Sogn
- Veggerby Sogn

## Gemeinden (Pastorater)
Die 29 Kirchspiele sind in folgende 12 Gemeinden aufgeteilt:
- Brorstrup-Ravnkilde Pastorat
- Bælum-Solbjerg-Skibsted Pastorat
- Gerding-Blenstrup Pastorat
- Kongens Tisted-Binderup-Durup Pastorat
- Lyngby-Terndrup Pastorat
- Rørbæk-Grynderup-Stenild Pastorat
- Skørping-Fræer Pastorat
- Store Brøndum-Siem-Torup Pastorat
- Støvring-Gravlev Pastorat
- Sønderup-Suldrup Pastorat
- Øster Hornum-Veggerby Pastorat
- Aarestrup-Haverslev Pastorat